# Хорезмійська мова
Хорезмійська мова — мова населення давньої держави Хорезм (оаза у низовині Амудар′ї). Від II ст. до н.е. до середини VIII ст. — офіційна мова Хорезмійської держави. Засвідчена в пам′ятках III-II ст. до н.е. Витіснена тюркськими мовами в XV-XVI ст.

## Інтернет-джерела
- Хорезмійська мова [Архівовано 14 липня 2014 у Wayback Machine.]